# Alfred Francis Přibram
Alfred Francis Přibram, född 1 september 1859 i London, död 7 maj 1942 i Richmond-upon-Thames, var en österrikisk-brittisk historiker.
Přibram studerade i Wien, där han 1882 blev filosofie doktor, 1893 e.o. professor och 1900 ordinarie professor i historia. Hans betydande vetenskapliga produktion, som särskilt ägnades åt Österrikes diplomatiska historia under 1600-talets senare hälft, är delvis även av direkt intresse för Sverige, så de av honom utgivna "Berichte des kaiserlichen Gesandten Franz von Lisola 1655-60" (1887), den grundliga biografin Franz Paul Freiherr von Lisola (1894) och den av honom redigerade del 14 av "Urkunden und Aktenstücke zur Geschichte des Kurfursten Friedrich Wilhelm" (två band, 1890-91). Han utgav 1920 "Die politischen Geheimverträge Österreich-Ungarns 1879-1914", I (jämte kommenterande inledning), genom vilken aktsamling klarhet vanns om en del förut omstridda moment i trippelalliansens historia.